# هورمون‌های پپتیدی

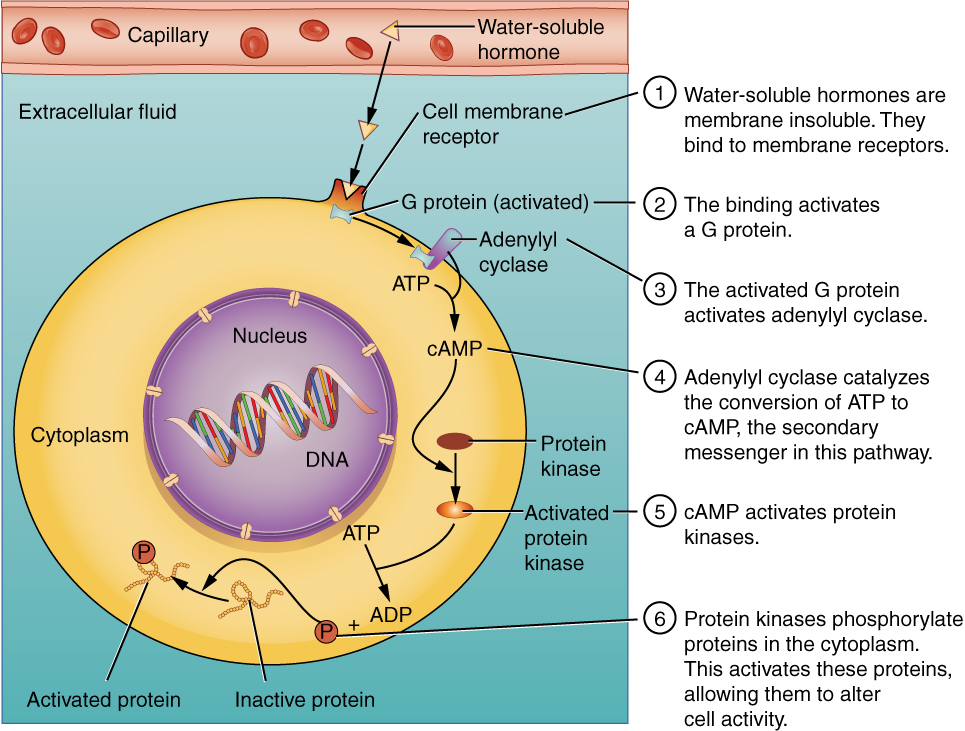
تصویری که اتصال یک هورمون پپتیدی به سلول را نشان می‌دهد

این هورمون‌ها زنجیره‌های کوتاه‌تری از اسیدهای آمینه نسبت به هورمون‌های پروتئینی دارند و بر سیستم درون‌ریز جانوران، از جمله انسان، تأثیر می‌گذارند. هورمون‌ها به‌طور کلی به دو دسته هورمون‌های مبتنی بر اسید آمینه (آمین، پپتید یا پروتئین) و هورمون‌های استروئیدی تقسیم می‌شوند. هورمون‌های مبتنی بر اسید آمینه در آب حل می‌شوند و از طریق پیام‌رسان‌های ثانویه روی سطح سلول‌های هدف اثر می‌گذارند، در حالی که هورمون‌های استروئیدی که محلول در چربی هستند، از غشای پلاسمایی سلول‌های هدف عبور کرده و مستقیماً درون هسته آن‌ها اثر می‌کنند.
هورمون‌های پپتیدی مانند سایر پپتیدها در سلول‌ها از اسیدهای آمینه بر اساس رونویسی mRNA که از قالب DNA درون هسته سلول سنتز می‌شود، تولید می‌شوند. پیش‌هورمون‌ها که پیش‌سازهای هورمون‌های پپتیدی هستند، در مراحل مختلفی معمولاً در شبکه آندوپلاسمی پردازش می‌شوند. این پردازش شامل حذف توالی سیگنال در انتهای N و گاهی گلیکوزیلاسیون است که منجر به تولید پروهورمون‌ها می‌شود. پروهورمون‌ها در وزیکول‌های ترشحی غشایی بسته‌بندی شده و در پاسخ به محرک‌های خاص (مانند افزایش غلظت Ca2+ و cAMP در سیتوپلاسم) از طریق اگزوسیتوز از سلول ترشح می‌شوند.
پروهورمون‌ها اغلب دارای بقایای اضافی اسیدهای آمینه هستند که برای تا خوردن صحیح مولکول هورمون به شکل فعال ضروری بودند، اما پس از تا خوردن هورمون دیگر نقشی ندارند. اندوپپتیدازهای خاص در سلول، پروهورمون را پیش از آزادسازی به جریان خون برش می‌دهند و شکل بالغ هورمون پپتیدی را ایجاد می‌کنند. این هورمون‌های بالغ سپس از طریق خون به تمام سلول‌های بدن منتقل می‌شوند و با گیرنده‌های خاصی روی سطح سلول‌های هدف خود تعامل می‌کنند. برخی از پپتیدها علاوه بر عملکرد به عنوان هورمون، می‌توانند به عنوان انتقال‌دهنده‌های عصبی در سیستم عصبی عمل کنند.

## هورمون‌های پپتیدی معروف
چند هورمون پپتیدی مهم از غده هیپوفیز ترشح می‌شوند. هیپوفیز پیشین هورمون‌های پرولاکتین، آدرنوکورتیکوتروپین و هورمون رشد را ترشح می‌کند. هیپوفیز پسین هورمون‌های وازوپرسین و اکسی‌توسین را ترشح می‌کند.
برخی از هورمون‌های پپتیدی در انسان آمیلین (هورمون)، آدرنوکورتیکوتروپین و آدروپین هستند.